# پلانگ
پلانگ (به آلمانی: Planegg) یک شهر در آلمان است که درمنطقه مونیخ واقع شده‌است.

## خصوصیات
پلانگ ۱۰٫۶۸ کیلومترمربع مساحت دارد ۵۴۲ متر بالاتر از سطح دریا واقع شده‌است.

## خواهرخوانده
شهرهای Meylan و Bärenstein خواهرخوانده‌های پلانگ هستند.